# Сэнсом, Кенни
Эннет Граам Сэнсом (англ. Kenneth Graham Sansom, 26 сентября 1958, Лондон, Великобритания), более известный как Кенни Сэнсом (англ. Kenny Sansom) — английский футболист, защитник. Прежде всего известный по выступлениям за клубы «Кристал Пэлас» и «Арсенал», а также национальную сборную Англии. Обладатель Кубка английской лиги.

## Клубная карьера
Во взрослом футболе дебютировал в 1975 году выступлениями за команду клуба «Кристал Пэлас», в которой провёл пять сезонов, приняв участие в 172 матчах чемпионата, и забил 3 мяча. Большую часть времени, проведённого в составе «Кристал Пэлас», был основным игроком защиты команды.
Своей игрой за эту команду привлёк внимание представителей тренерского штаба клуба «Арсенал», к составу которого присоединился в 1980 году. Сыграл за «канониров» следующие восемь сезонов своей игровой карьеры. Играя в составе лондонского «Арсенала», также выходил на поле в основном составе команды. За это время завоевывал титул обладателя Кубка английской лиги.
С 1988 по 1993 год играл в составе команд клубов «Ньюкасл Юнайтед», «Куинз Парк Рейнджерс», «Ковентри Сити», «Эвертон» и «Брентфорд».
Завершил профессиональную игровую карьеру в клубе «Уотфорд», за команду которого выступал в 1994 году.

## Выступления за сборную
В течение 1978—1980 годов привлекался к составу молодёжной сборной, за которую отыграл 8 матчей.
В 1979 году дебютировал в официальных матчах в составе национальной сборной Англии. В течение карьеры в национальной команде, которая длилась 10 лет, провёл в форме главной команды страны 86 матчей и забил 1 гол. В составе сборной был участником чемпионата Европы 1980 года в Италии, чемпионата мира 1982 года в Испании, чемпионата мира 1986 года в Мексике и чемпионата Европы 1988 года в ФРГ.

## Титулы и достижения
Арсенал
- Обладатель Кубка Футбольной лиги: 1986/87